# 聖佩德羅德爾埃斯皮諾
聖佩德羅德爾埃斯皮諾（西班牙語：San Pedro del Espino），是巴拿馬的城鎮，位於該國中西部，由貝拉瓜斯省的聖地牙哥區負責管轄，面積22.5平方公里，海拔高度95米，2010年人口1,629，人口密度每平方公里72.4人。